# Фазенда

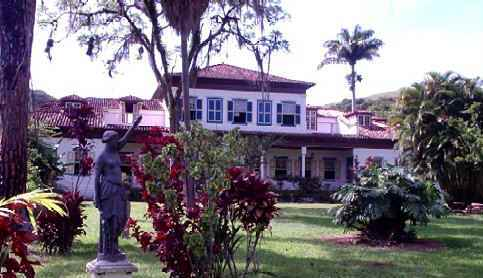
Фазенда, построенная в 1850-х годах, Параиба, Бразилия

Фазе́нда (порт. fazenda) — крупное поместье в Бразилии, земледельческое или скотоводческое.
На территории фазенды размещались: дом хозяина (часто с колоннами и открытыми большими балконами), церковь, постройки для рабов и др.
Распространение фазенд, основной доход которых составляло выращивание кофе, тростника и хлопка, вглубь бразильской территории привело к экономическому росту и модернизации страны в XIX веке. Одновременно успешное развитие фазенд приводило к интенсификации работорговли (основу рабочей силы на фазендах составляли ввозимые из Африки рабы).

## Использование термина в русскоязычных странах
В СССР и России, начиная с 1988—1989 годов — после показа по ЦТ телевизионного сериала «Рабыня Изаура» — слово фазенда вошло в разговорную русскую речь. Так стали иронично называть любые садовые участки и дачи.
Это ироничное название впоследствии нашло отражение и в массовой культуре. Существует компьютерная игра для детей «Фазенда кота Мурлыкина». С 2006 года выходит телепередача «Фазенда».
Название проникло и в официальный документооборот — в селе Бутаково Знаменского района Омской области официально существует улица Фазенда.